# Emma Heming
Emma Heming (La Valeta, Malta; 18 de junio de 1978) es una modelo y actriz británica.

## Vida personal
Se casó con el actor Bruce Willis en Turcas y Caicos el 21 de marzo de 2009. Entre los invitados estuvieron la exmujer de Willis, Demi Moore, sus tres hijas, y el exmarido de Moore, Ashton Kutcher. La ceremonia no era jurídicamente vinculante, por lo que seis días después se casaron en una ceremonia civil en Beverly Hills. La pareja tiene dos hijas: Mabel Ray, nacida el 1 de abril de 2012, y Evelyn Penn, que nació el 5 de mayo de 2014.

## Carrera
Heming fue una modelo portavoz para la compañía de lencería La Senza. En 2005, la revista Maxim la ubicó en el número 86 de su lista de "Top 100".
Ha realizado publicidades para Diore Bronze, Escada, Gap, Garnier, Intimissimi, John Frieda, Minelli, Oceano, Palmers, Redken y el perfume Sonia Rykiel. También ha aparecido en las portadas de revistas como Elle en Francia, Glamour en Estados Unidos, Town and Country y W Magazine.
Heming ha aparecido en las pasarelas de marcas como Herve Leger, John Galliano, Paco Rabanne, Christian Dior, Maska, Thierry Mugler, Valentino, Emanuel Ungaro, Ralph Lauren y Victoria's Secret.
Tiene un contrato con Models 1 de Londres, Mikas de Estocolmo, Visage Model Management en Suiza, Diva Models en Dinamarca, IMG New York, Elite Model Management en Barcelona, Next Model Management en Milan y The Fashion Model Management en Milan.

## Filmografía
| Año  | Película                | Papel             | Notas                                |
| ---- | ----------------------- | ----------------- | ------------------------------------ |
| 2001 | Perfume                 | Modelo #3         | también conocido como Dress to Kill. |
| 2006 | Entourage               | Chica en el antro | Episodio: Three's Company.           |
| 2007 | Seduciendo a un extraño | Donna             |                                      |
| 2007 | The Comebacks           | Megan             | también conocido como Sports Movie.  |